# Музей Гуггенхайма в Бильбао
Музей Гуггенха́йма в Бильба́о, иногда Музей Гуггенхе́йма в Бильба́о (исп. Museo Guggenheim Bilbao, баск. Guggenheim Bilbao Museoa) — музей современного искусства в Бильбао, стране Басков, Испании. Является одним из филиалов музея современного искусства Соломона Гуггенхайма. Расположен на берегу реки Нервьон.
В музее расположены постоянные экспозиции, а также проводятся временные выставки как испанских, так и зарубежных художников.

## История
В 2008 уволен финдиректор музея, укравший у музея почти полмиллиона евро за 10 лет, но обещавший их все вернуть.

## Здание
В 1991 году правительство Басков предложило Фонду Соломона Р. Гуггенхайма профинансировать строительство музея Гуггенхайма в ветхом портовом районе Бильбао, который когда-то был основным источником дохода города. Баскское правительство согласилось покрыть стоимость строительства в размере 100 миллионов долларов США, создать фонд приобретений в размере 50 миллионов долларов США, выплатить единовременный взнос в размере 20 миллионов долларов США Гуггенхайму и субсидировать музей в США. Годовой бюджет 12 миллионов долларов. Взамен фонд согласился управлять учреждением, чередовать части его постоянной коллекции через музей Бильбао и организовывать временные выставки. Строительство обошлось в 89 миллионов долларов США.
Здание музея спроектировано американо-канадским архитектором Фрэнком Гери и было открыто для публики 18 октября 1997 года. Музей был открыт Хуаном Карлосом I. Здание сразу признано одним из наиболее зрелищных в мире строений в стиле деконструктивизма. Архитектор Филип Джонсон назвал его «величайшим зданием нашего времени».
Расположенное на набережной здание воплощает абстрактную идею футуристического корабля, возможно, для межпланетных путешествий.
Его также сравнивают с птицей, самолётом, артишоком и распускающейся розой.

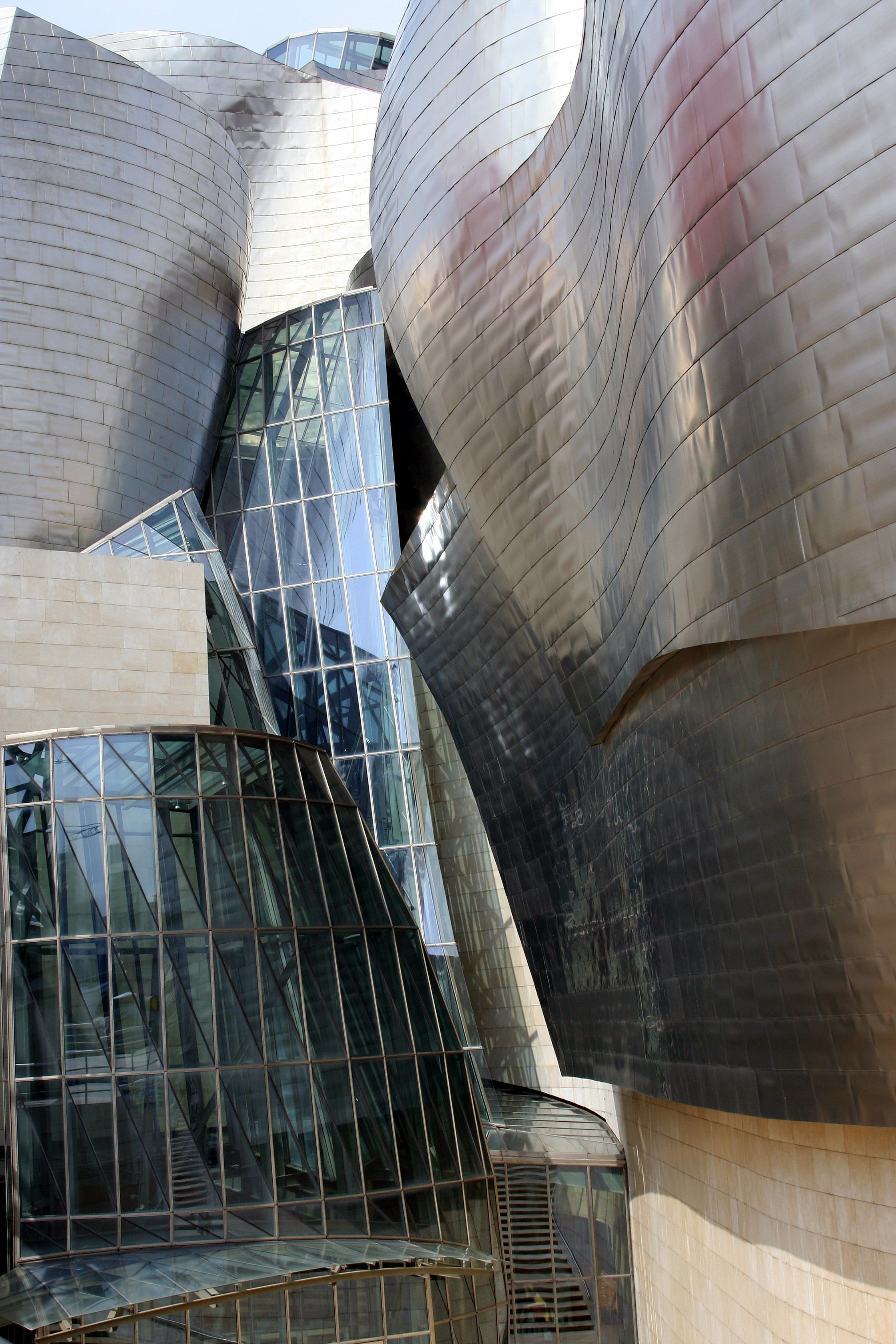
Музей Гуггенхайма в Бильбао построен из стекла, титана и песчаника.

Центральный атриум высотой 55 метров напоминает гигантский металлический цветок, от которого расходятся лепестки изгибающихся текучих протяжённых объёмов, в которых расположены анфилады выставочных залов для различных экспозиций.
Как и большинство работ Гери, строение состоит из мягких контуров. Фрэнк Гери утверждал в одном из интервью, что «беспорядочность изгибов предназначена для улавливания света». При проектировании здания в полную силу были использованы возможности системы автоматизированного проектирования CATIA.
Здание облицовано листами титана общей площадью 24 тысячи м².

## Выставки

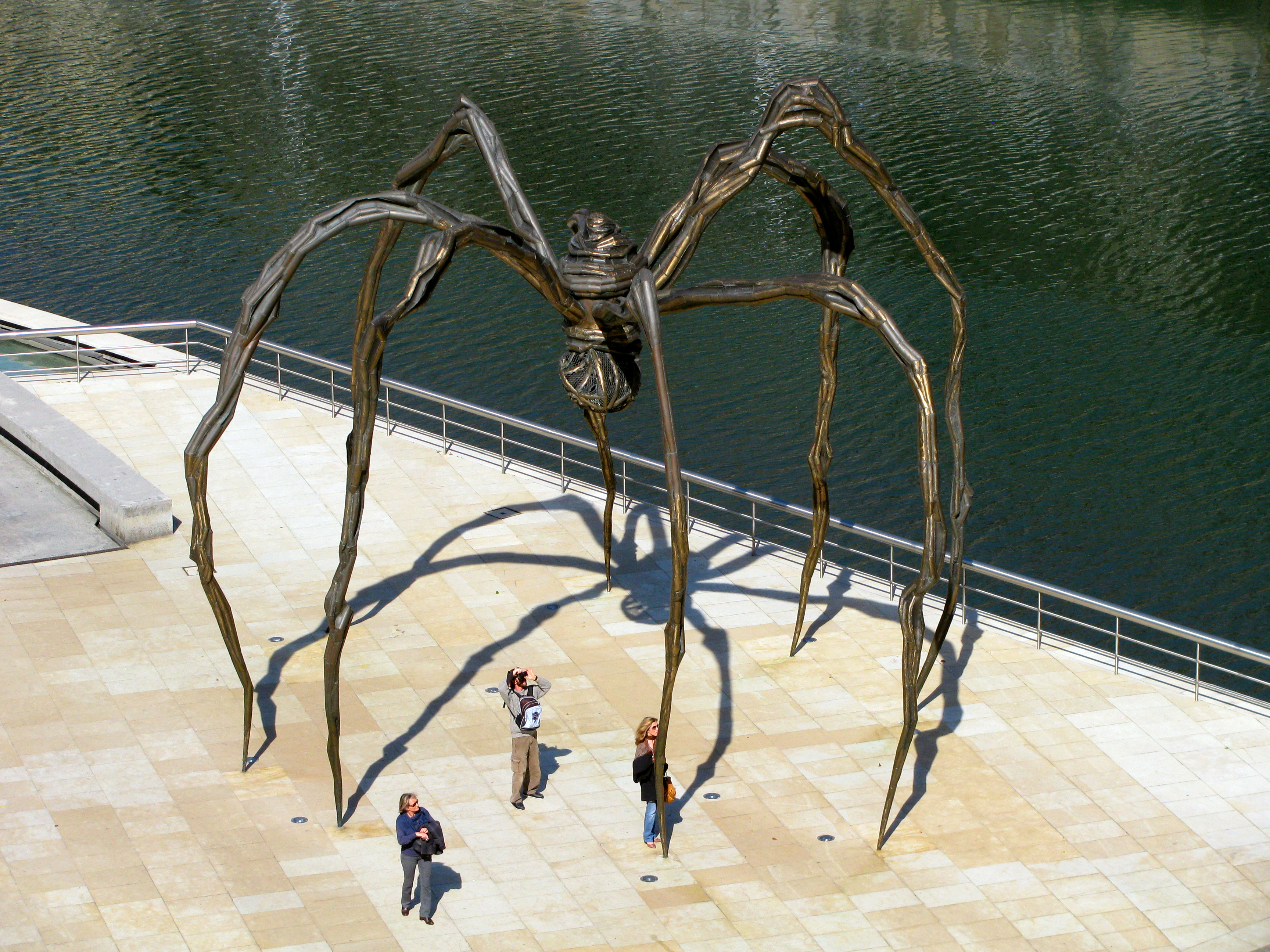
Скульптура паука

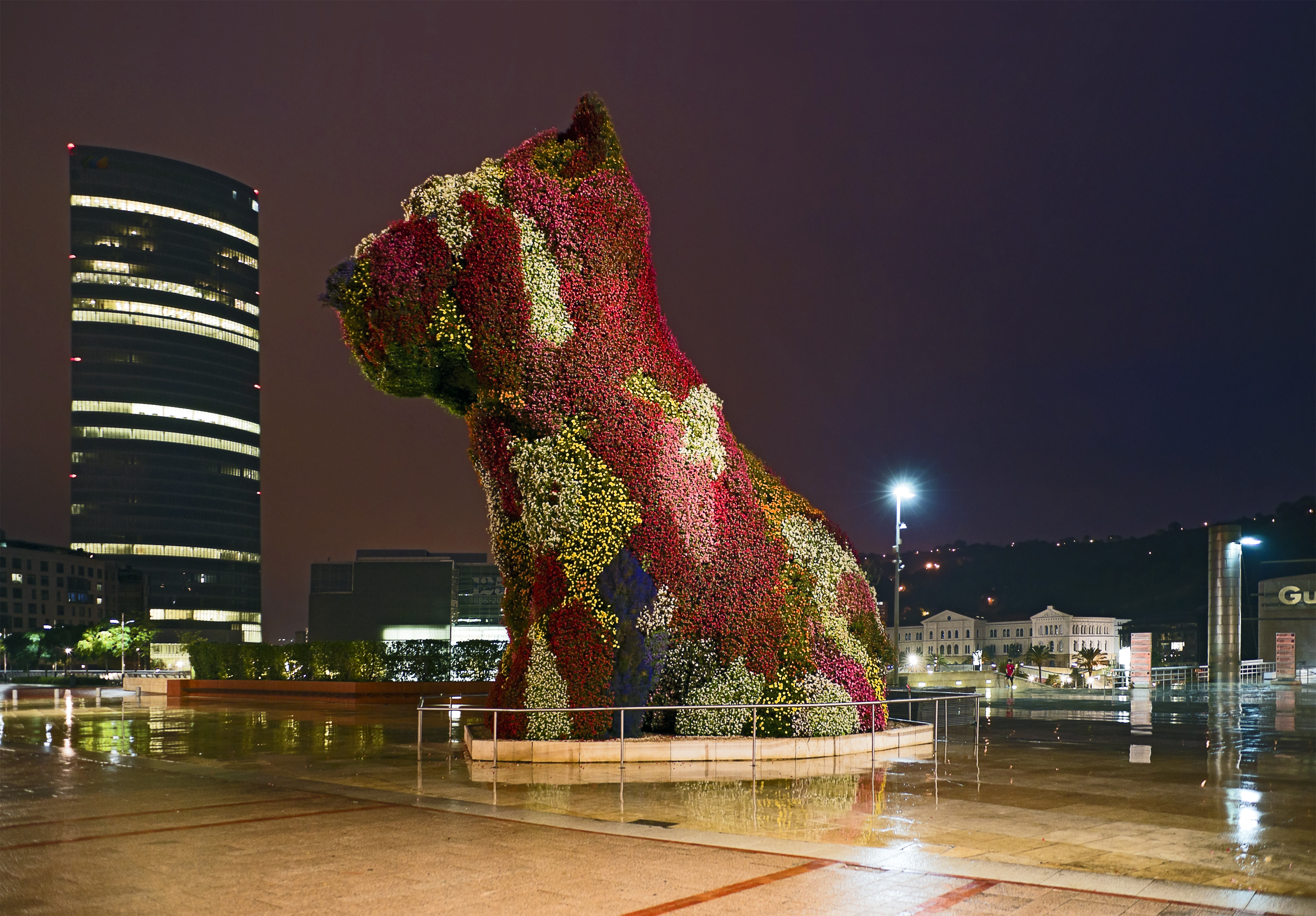
Щенок перед музеем. Автор — Джефф Кунс.

Музей проводит тематические выставки, например, на тему китайской культуры и изобразительного искусства России (с 28 марта по 3 сентября 2006 года).
Постоянные экспозиции музея посвящены искусству XX века — инсталляции и электронные работы превышают числом традиционные картины и скульптуры. Центральной работой коллекции является серия скульптур Суть времени, выполненных из атмосферостойкой стали скульптором Ричардом Серра и размещённых в галерее Арцелор.
Большая часть коллекции состоит из авангардных работ и абстракций.

## Транспорт
- В 100 метрах от музея находится остановка EuskoTran под названием Guggenheim.
- Рядом проходит автобусный маршрут № 18.
- В 500 метрах к югу от музея располагается станция Moyúa метрополитена Бильбао.

## Эффект Бильбао
Строительство музея, стоившее $75 млн, стало отправной точкой в становлении современного Бильбао — процветающего финансового, промышленного и туристического центра Испании. За следующие после открытия объекта три года город посетило более 4 млн туристов, инвестиции в объекты современной инфраструктуры и архитектуры продолжились. Феномен превращения туристически непривлекательной локации в культурную точку притяжения благодаря одной знаковой постройке получил название «эффект Бильбао».

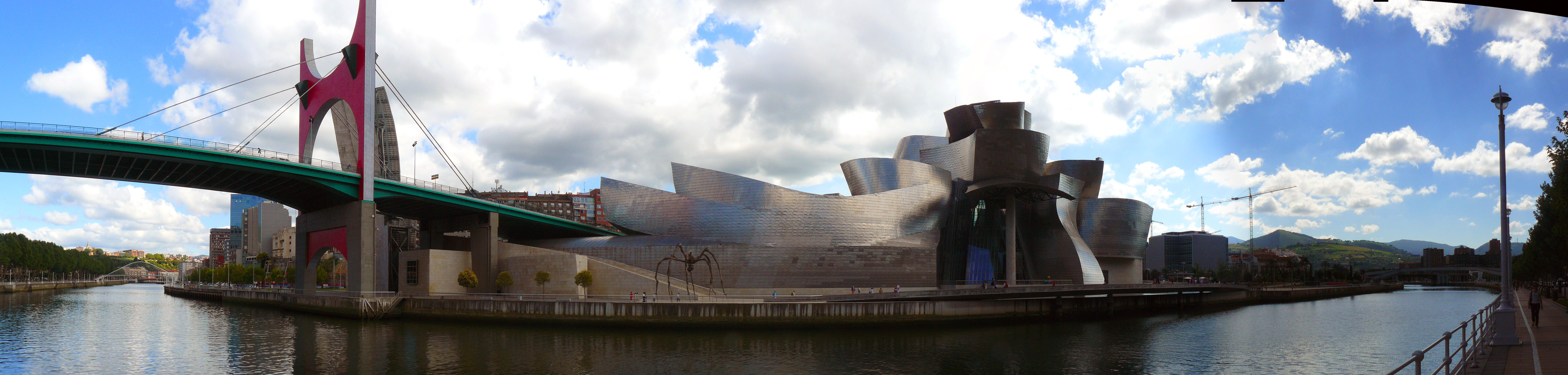
Панорама музея Гуггенхайма в Бильбао. Слева вдалеке виден пешеходный мост Субисури.